# مایکروسافت آفیس ۹۸ نسخه مکینتاش
مایکروسافت آفیس ۹۸ نسخه مکینتاش نسخه ای از مایکروسافت آفیس برای سیستم عامل کلاسیک مک است که در ۶ ژانویه ۱۹۹۸ در مک ورلد / سان فرانسیسکو رونمایی شد. این مرورگر اینترنت اکسپلورر ۴٫۰ و اوت لوک اکسپرس، یک سرویس گیرنده ایمیل اینترنتی و خواننده گروه خبری یوزنت را معرفی کرد. آفیس ۹۸ دوباره توسط مهندسین واحد تجاری مکینتاش مایکروسافت طراحی شد تا تمایل مشتریان به نرم‌افزارهای بیشتر مانند مک را برآورده سازد.

## برای مطالعهٔ بیشتر
- "بررسی: Microsoft Office 98 Macintosh Edition. (بررسی نرم‌افزار) (ارزیابی) (مقاله مختصر)". March 23, 1998. Retrieved 2008-11-17.
- "Solid Office 98 مک را افتخار می‌کند. (مجموعه برنامه‌های تجاری از Microsoft) (بررسی نرم‌افزار) (ارزیابی)". January 5, 1998. Retrieved 2008-11-17. "Solid Office 98 مک را افتخار می‌کند. (مجموعه برنامه‌های تجاری از Microsoft) (بررسی نرم‌افزار) (ارزیابی)". MacWEEK. January 5, 1998. Retrieved 2008-11-17. "Solid Office 98 مک را افتخار می‌کند. (مجموعه برنامه‌های تجاری از Microsoft) (بررسی نرم‌افزار) (ارزیابی)". MacWEEK. January 5, 1998. Retrieved 2008-11-17. "Solid Office 98 مک را افتخار می‌کند. (مجموعه برنامه‌های تجاری از Microsoft) (بررسی نرم‌افزار) (ارزیابی)". MacWEEK. January 5, 1998. Retrieved 2008-11-17. بررسی تست بتا.
- "Microsoft again allies with Mac for Office 98". The Atlanta Journal and The Atlanta Constitution. January 4, 1998. p. H02. Retrieved 2008-11-17.
- Cavanah, Cassandra (June 1, 1998). "Solid Office 98 مک را افتخار می‌کند. (مجموعه برنامه‌های تجاری از Microsoft) (بررسی نرم‌افزار) (ارزیابی)". Archived from the original on October 22, 2012. Retrieved 2008-11-17.
- Crabb, Don (January 1, 1998). "مایکروسافت افیس 98 مکینتاش". Retrieved 2008-11-17.

مشارکت‌کنندگان ویکی‌پدیا. «Microsoft Office 98 Macintosh Edition». در دانشنامهٔ ویکی‌پدیای انگلیسی، بازبینی‌شده در ۲۷ سپتامبر ۲۰۱۹.